# 第130師団 (日本軍)
第130師団（だいひゃくさんじゅうしだん）は、大日本帝国陸軍の師団の一つ。

## 沿革
太平洋戦争末期の1945年（昭和20年4月）、独立混成第19旅団（湘桂作戦・粤漢作戦に参加した後華南に駐屯中）の半数を基幹とし編成された。なお、残る半分は第129師団の基幹となった。
第130師団は編成後第23軍の指揮下に入り、広州近郊に展開し連合国軍の中国南部上陸に備えていたが、連合軍の中国南部上陸は無く広州近郊の番禺で終戦を迎える。

## 師団概要

### 歴代師団長
- 近藤新八 中将：1945年（昭和20年）4月15日 - 終戦。戦後、戦犯に指名され、1947年に刑死（銃殺）[1][2]

### 参謀長
- 吉村芳次 大佐：1945年（昭和20年）4月15日 - 終戦[3]

### 副官
今永副官

### 最終所属部隊
- 歩兵第93旅団：針谷逸郎少将
  - 独立歩兵第97大隊：三宮善人大尉
  - 独立歩兵第99大隊：中原実大尉
  - 独立歩兵第100大隊：高谷瀧夫中佐
  - 独立歩兵第277大隊：宮脇喜平次少佐
- 歩兵第94旅団：小野修少将
  - 独立歩兵第281大隊：田中英二大尉
  - 独立歩兵第620大隊：尾尻義馬少佐
  - 独立歩兵第621大隊：村重武一大尉
  - 独立歩兵第622大隊：内田馨少佐
- 第130師団砲兵隊：宇宿達二大佐
- 第130師団工兵隊：小形研三大尉
  -     - 舟艇小隊[4]：森田徳郎中尉　他65名[2]
- 第130師団輜重隊：佐瀬浅次郎少佐
- 第130師団通信隊：菅原長利大尉
- 第130師団兵器勤務隊：蔵丸等大尉
- 第130師団第1野戦病院
- 第130師団第2野戦病院
- 第130師団病馬廠：藤本範雄獣医大尉
- 第130師団防疫給水部：猪原貢軍医大佐尉